# YIVO Encyclopedia of Jews in Eastern Europe
Die YIVO Encyclopedia of Jews in Eastern Europe (deutsch „YIVO-Enzyklopädie der Juden in Osteuropa“) ist ein englischsprachiges Nachschlagewerk zur Geschichte und Kultur des osteuropäischen Judentums in dieser Region, das vom YIVO, dem Jiddischen Wissenschaftlichen Institut in New York, erstellt und 2008 von der Yale University Press veröffentlicht wurde. Ihre Einträge sind seit 2010 auch frei zugänglich online abrufbar.

## Thematik
Das zweibändige Werk umfasst die Geschichte und Kultur von ihrer ersten Siedlung in der Region bis heute. Editor-in-chief (Chefredakteur) der Enzyklopädie war der Judaist Gershon David Hundert (geb. 1946) vom Department of Jewish Studies der McGill University in Montreal, Quebec, Kanada. Das Lexikon umfasst in seiner gedruckten Ausgabe auf 2.400 Seiten mehr als 1800 alphabetische Einträge mit einer breiten Palette von Themen, darunter Religion, Folklore, Politik, Kunst, Musik, Theater, Sprache und Literatur, Orte, Organisationen, intellektuelle Bewegungen und wichtige Persönlichkeiten. Sie enthält außerdem mehr als 1000 Illustrationen und 55 Karten. Die Beiträge stammen von einem internationalen Team aus 450 angesehenen Wissenschaftlern. Die Enzyklopädie deckt die Region zwischen Deutschland und dem Ural ab, aus der nach Verlagsangaben zwischen 1870 und 1920 mehr als 2,5 Millionen Juden in die Vereinigten Staaten ausgewandert sind, wobei die Mehrzahl der jüdischen Einwanderer nach Nordamerika aus Osteuropa kommt.

Der Autor Joseph Croitoru hebt hervor, dass 

„Zum erstenmal […] auch die umfangreiche Memorialistik der Überlebenden berücksichtigt [wurde], wobei der Schwerpunkt weniger auf der Judenvernichtung als auf einer umfassenden Darstellung jüdischen Lebens in Osteuropa liegt. Dahinter steht das Credo der Herausgeber, dass das osteuropäische Judentum nicht ausschließlich über die Schoa definiert werden dürfe.“

## Redaktionsteam
Chefredakteur: Gershon David Hundert, McGill University 

Redaktionsleitung:
- Marion Aptroot, Heinrich-Heine-Universität Düsseldorf
- David Assaf, Universität Tel Aviv
- Gershon Bacon, Bar-Ilan-Universität
- David Engel, New York University
- Immanuel Etkes, Hebräische Universität Jerusalem
- Edward Fram, Ben-Gurion-Universität im Negev
- Michał T. Galas, Jagiellonen-Universität
- Haim Gertner, Hebräische Universität Jerusalem
- Avraham Greenbaum, Universität Haifa, Hebräische Universität Jerusalem
- Ze'ev Gries, Ben-Gurion-Universität im Negev
- Avner Holtzman, Universität Tel Aviv
- Jack Jacobs, John Jay College, City University of New York
- Samuel Kassow, Trinity College
- Hillel J. Kieval, Washington University in St. Louis
- Barbara Kirshenblatt-Gimblett, New York University
- Mikhail Krutikov, University of Michigan
- Dov Levin, Hebräische Universität Jerusalem
- Olga Litvak, University at Albany, The State University of New York
- Rachel Manekin, University of Maryland, College Park
- Alice Nakhimovsky, Colgate University
- Magda Opalski, University of Victoria
- Elchanan Reiner, Universität Tel Aviv
- Yaakov Ro'i, Universität Tel Aviv
- Michael K. Silber, Hebräische Universität Jerusalem
- Mark Slobin, Wesleyan University
- Shaul Stampfer, Hebräische Universität Jerusalem
- Michael Stanislawski, Columbia University
- Michael C. Steinlauf, Gratz College
- Adam Teller, Universität Haifa
- Chava Turniansky, Hebräische Universität Jerusalem
- Leon Volovici, Hebräische Universität Jerusalem
- Chava Weissler, Lehigh University
- Mordechai Zalkin, Ben-Gurion-Universität im Negev

## Bibliographische Angaben
- The YIVO Encyclopedia of Jews in Eastern Europe. Ed. Gershon D. Hundert. Yale University Press, New Haven 2008, ISBN 978-0-300-11903-9 (online).